# Związek Jaszczurczy

Logo des Eidechsenbundes

Organizacja Wojskowa Związek Jaszczurczy (deutsch Militärorganisation Eidechsenbund) war eine nationalistische Untergrundorganisation im deutsch besetzen Polen in den Jahren 1939 bis 1942.
Gegründet wurde sie im Oktober 1939 in Warschau von Mitgliedern des Nationalradikalen Lagers. Der Eidechsenbund hatte die Polnische Exilregierung zwar anerkannt, war ihr gegenüber jedoch oppositionell eingestellt. 1942 zählte die Organisation 10.000 Mitglieder. Am 20. September 1942 gründeten Mitglieder des Eidechsenbundes zusammen mit Mitgliedern der Nationalen Militärorganisation – NOW, die sich gegen den Zusammenschluss mit der Armia Krajowa ausgesprochen hatten, die Narodowe Siły Zbrojne. Im März 1944 entschieden die ehemaligen NOW-Kämpfer sich mit der Armia Krajowa zusammenzuschließen, die Eidechsenbund-Kämpfer sprachen sich wiederum gegen den Zusammenschluss aus und nannten ihre Organisation NSZ-ZJ.

## Ziele der Organisation
- Kampf für die Unabhängigkeit Polens gegen die deutschen und sowjetischen Besatzer
- Wiedererrichtung Polens in den östlichen Grenzen der Curzon-Linie
- Verschiebung der Westgrenze Polens an die Oder-Neiße-Linie
- Anschluss Ostpreußens an Polen
- Zwangsaussiedlung der deutschen Bevölkerung
- Organisation des polnischen Staates nach römisch-katholischen und nationalistischen Prinzipien
- Bekämpfung des Kommunismus